# Šabac
Šabac er en by i det nordvestlige Serbien, med et indbyggertal (pr. 2002) på cirka 55.000. Byen er hovedstad i distriktet Mačva, og ligger ved bredden af floden Sava.
44°45′N 19°42′Ø / 44.750°N 19.700°Ø
- Wikimedia Commons har flere filer relateret til Šabac